# Aérodrome de Berre - La Fare
 (avril 2025).
L’aérodrome de Berre - La Fare (code OACI : LFNR) est un aérodrome du département des Bouches-du-Rhône, situé à La Fare-les-Oliviers.

## Situation
L'aérodrome est situé à 6 km au nord de Berre-l'Étang.

## Agrément
L'aérodrome de Berre - La Fare fait partie de la liste n° 3 (aérodromes à usage restreint) des aérodromes autorisés au 31 janvier 2010 (décret : NOR :DEVA1012766K ). Réservé aux aéronefs qui y sont basés.
Utilisable par les hélicoptères dans des conditions définies par le directeur de la sécurité de l'aviation civile Sud-Est.

## Rattachements
Berre - La Fare est un petit aérodrome ne disposant pas de services de la DGAC. Pour l'information aéronautique, la préparation des vols et le dépôt des plans de vol il est rattaché au BRIA (Bureau régional d'information aéronautique) de l'aéroport de Marseille Provence. Le suivi des vols, sous plan de vol et le service d'alerte, sont assurés par le BTIV (Bureau de télécommunications et d'information de vol) du Centre en route de la navigation aérienne Sud-Est, situé à Aix-en-Provence.

## Aéroclubs
Aéro-Club Louis ROULAND et Aéro-Club Louis BONTE (affiliés à la Fédération française aéronautique)